# جوناثان باتلر
جوناثان باتلر (بالإنجليزية: Jonathan M. Butler)‏ هو مؤرخ أمريكي، ولد في 16 أبريل 1945.